# Magneto
Magneto je električni generator, ki uporablja trajni magnet za proizvajanje pulznega izmeničnega toka.
Magneto na ročni pogon se je uporabljal na prvih telefonih.
Magneto se uporablja tudi na vžigalnih magnetih, ki generirajo električni tok za vžigalne svečke pri bencinskem motorju. Vžigalni magneto je sestavljen iz magnetota in transformatorja, ki pretvori nizkonapetostni tok iz magnetota v visokonapetostni.